# 东普鲁士大区
东普鲁士大区（德語：Gau Ostpreußen）是1933年至1945年纳粹德国的一个行政区划，來自普鲁士自由州的东普鲁士省。在此之前，从1925年至1933年，它是纳粹党在该区域的黨組織區劃。它在1925年12月6日在柯尼斯堡的一次納粹黨会议上建立。1939年，东普鲁士大区在从立陶宛吞并梅梅爾地区和占领波兰后扩张，同时大区的一小块领土被转移到但泽-西普鲁士大區。德国进攻苏联后，白俄罗斯城市格羅德諾（德语稱加滕（Garten））也成为了大区的一部分。其領土不含但責，所轄主要城市有哥尼斯堡、提尔西特、齊切瑙、普魯士埃勞、梅梅爾、阿倫施泰因等。
战后，東普魯士被紅軍佔領。大区的领土成为苏联加里宁格勒的俄羅斯蘇維埃社會主義共和國的飞地，南部的部分劃归波兰，梅梅爾地区归还立陶宛，格羅德諾歸還了白俄罗斯。